# Pelken
Pelken – polski herb szlachecki z nobilitacji, odmiana herbu Pelikan.

## Opis herbu
Opis zgodnie z klasycznymi zasadami blazonowania:
W polu błękitnym pelikan złoty, siedzący na takimż gnieździe, karmiący pisklęta krwią z własnej rozdartej piersi. Herb pozbawiony jest korony, klejnot – pelikan jak w godle.

## Najwcześniejsze wzmianki
Nobilitacja braci Joachima, Jana, Jeremiasza i Salomona Pelkenów z Gdańska 6 lipca 1557, którzy wcześniej otrzymali herb od cesarza Karola V.

## Herbowni
Jedna rodzina herbownych (herb własny):
Pelken.